# Het heidekruisje van Boxbergheide

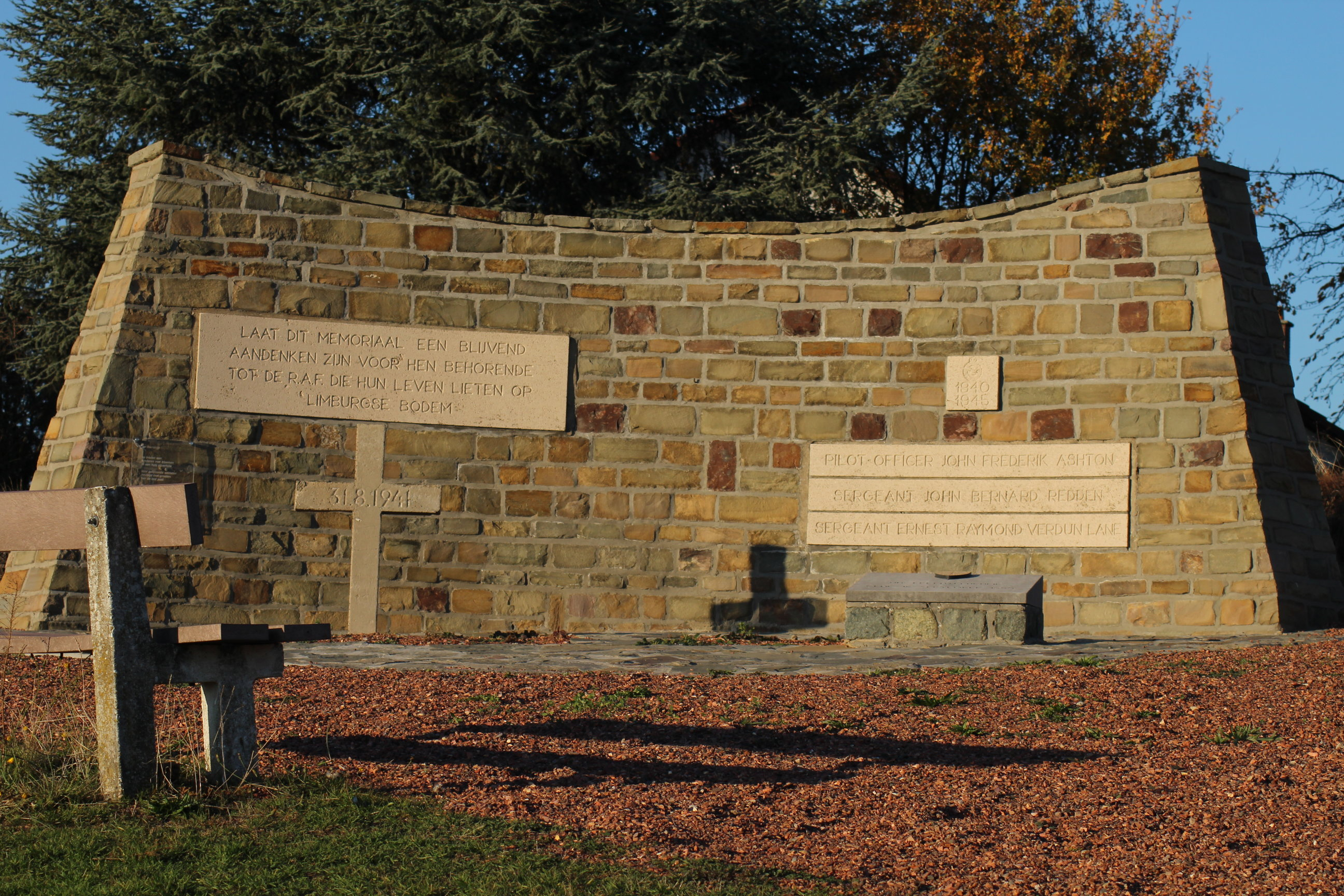
Heidekruisje Boxbergheide

Het heidekruisje van Boxbergheide, ook gekend als het Provinciaal RAF-Memorial Heidekruisje, is een herdenkingsmonument in Genk. Het is opgericht ter nagedachtenis van drie Britse RAF-soldaten die het leven lieten ten gevolge van een crash op Limburgse bodem.
Het monument is een 6,80 meter lange en 2,20 hoge muur gemaakt door de beeldhouwer Raf Mailleux en is op 27 september 1970 officieel ingehuldigd. De locatie van het monument is dicht bij de plek waar de drie soldaten zijn omgekomen (31 augustus 1941). Al sinds 1948 worden deze drie soldaten jaarlijks herdacht en vanaf 1970 dus ook met behulp van dit monument. 